# Comuna Kononivka, Bilovodsk
Kononivka (în ucraineană Кононівка) este o comună în raionul Bilovodsk, regiunea Luhansk, Ucraina, formată din satele Harmașivka, Kononivka (reședința) și Lîmarivka.

## Demografie
Componența lingvistică a comunei Kononivka
     Ucraineană (94,33%)
     Rusă (5,58%)
     Alte limbi (0,09%)
Conform recensământului din 2001, majoritatea populației comunei Kononivka era vorbitoare de ucraineană (94,33%), existând în minoritate și vorbitori de rusă (5,58%).